# Euceros pruinosus
Euceros pruinosus är en stekelart som först beskrevs av Johann Ludwig Christian Gravenhorst 1829.  Euceros pruinosus ingår i släktet Euceros och familjen brokparasitsteklar. Enligt den finländska rödlistan är arten nära hotad i Finland. Arten är reproducerande i Sverige. Artens livsmiljö är moskogar. Inga underarter finns listade i Catalogue of Life.